# 光輝普照

這張地圖顯示在2022年1月時，世界上的政府是否宣稱擁有民主制度；不過政府宣稱擁有民主制度，不一定等同于實際上民主。
政府宣稱擁有民主制度
政府並不宣稱擁有民主制度

光輝普照（Glittering generality）是一種宣傳及廣告的技巧，利用正面、高質量的概念或信念，例如對祖國、對家園的愛；對和平、自由、光榮或名譽的渴望等等，透過各式技巧和手法，把想要傳達的概念給連結在一起，並且讓閱聽人在沒有驗證或背景資料的情況下就輕易接受或認同所訴求的訊息。
光輝普照通常有兩種特性：
1. 訊息模糊
2. 有正面的隱喻

例如雄壯、民主、愛國或自由等等讓人感覺富有力量，並且不容易反對的詞彙，就經常使用在光輝普照中，而一般也很少有人會對自由表達反對的意見，一個例子是當今世界上絕大多數的國家都聲稱自己是民主國家（僅有沙烏地阿拉伯、阿拉伯聯合大公國、阿曼、汶萊、梵蒂岡和斐濟等極少數國家不如此聲稱），甚至將「民主」一詞放在國家名稱當中，但實際上這些國家是否真的民主則不一定；但另一方面，這些詞彙通常都高度抽象，並且在表面的語意與現實社會中，可能存在著相當大的落差，就以「自由」而言，反對者可能認為在不同的情境或不同的人身上，自由可能會存在完全相反的意義。
常見的光輝普照包含了：
- 先進
- 民主
- 自由
- 文明
- 和諧
- 發展
- 環保
- 人民
- 健康
- 科學

此外，同樣訊息在不同文化與政治氛圍中，可能是光輝普照，但也有可能是「貼標籤」。